# Rinorea simoneae
Espèce
Rinorea simoneae Achound. est une espèce de plantes à fleurs de la famille des Violaceae et du genre Rinorea. Elle est endémique du Cameroun.

## Description
C'est un arbrisseau pouvant atteindre 3 m de hauteur.

## Distribution
Endémique du Cameroun, relativement rare, l'espèce a été observée à plusieurs reprises dans la Région du Sud, aux environs de Bella, à une altitude d'environ 300 m.